# 2543 Machado
2543 Machado eller 1980 LJ är en asteroid i huvudbältet som upptäcktes den 1 juni 1980 av den belgiske astronomen Henri Debehogne vid La Silla-observatoriet. Den är uppkallad efter den argentinske astronomen Luiz Eduardo da Silva Machado.
Asteroiden har en diameter på ungefär 14 kilometer.